# 武神赋
《武神赋》是刘成文的作品，在2009年于北京欢乐谷动漫嘉年华签售。中国美术出版社总社出版。被稱為中国大陸首部搞笑武侠漫画，被业内评价搞笑堪比《乌龙院》，热血似《航海王》。刘成文读北京电影学院，其在中学时凭借《秀逗海盗》获得华语动漫金龙奖。在毕业后自主创业成立漫画工作室。